# 否哉

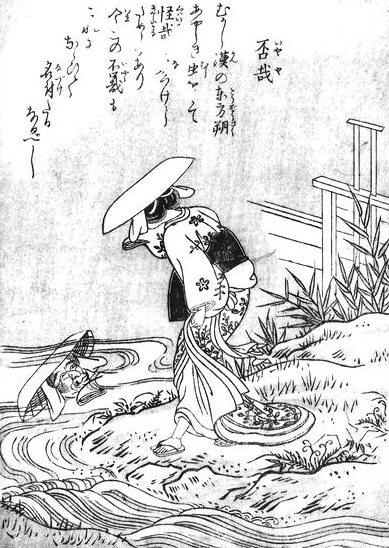
鳥山石燕『今昔百鬼拾遺』より「否哉」

否哉（いやや）は、鳥山石燕の妖怪画集『今昔百鬼拾遺』にある日本の妖怪。

## 概要
後ろ姿は美しい女性で、水面に老人のような顔が映った姿として描かれており、解説文には「むかし 漢の東方朔 あやしき虫をみて怪哉（かいさい）と名づけしためしあり 今この否哉もこれにならひて名付たるなるべし」と、中国の東方朔の故事にある虫「怪哉」に倣って「否哉」を名づけたことが述べられているが、否哉自体の具体的な特徴などは特に書かれていない。妖怪研究家・村上健司はこれを、石燕の創作物としている。
明治時代の絵師・鍋田玉英による『怪物画本』では、名称は「いやミ」とされており、民俗学者・藤沢衛彦の『妖怪画談全集 日本篇 上』においても、この石燕の否哉を模写したらしい妖怪が「異爺味」（いやみ）の名で紹介されている。また山田野理夫の『東北怪談の旅』では「イヤミ」と題し、仙台の城下町に現れた妖怪が、後ろ姿は美女のようだが、振り返ると皺だらけの老人だったとする話があるが、村上はこれを石燕の否哉をもとにした創作、もしくはもともとあった伝承に否哉のイメージを加味して脚色したものと推測している。
妖怪漫画家・水木しげるや妖怪研究家・多田克己らの著書でも名称は「いやみ」とされ、一見すると美しい女性のようだが、顔は老人のように皺だらけの醜い形相をしており、後ろ姿だけを見て美女だと思って声をかけてきた人間に、自分の顔を見せて脅かすとされる。